# University of Edinburgh School of Informatics
La faculté d'informatique de l'université d'Édimbourg (University of Edinburgh School of Informatics) est née en 1998 de la fusion des départements d'intelligence artificielle, de science informatique et de science cognitive de l'université d'Édimbourg.
La recherche à l'école d’informatique se base sur des composantes de ces disciplines et est de nature interdisciplinaire. L'école est particulièrement connue pour la recherche dans les domaines de l'intelligence artificielle, de l'informatique linguistique et de l'informatique théorique, mais elle est aussi impliquée dans d'autres secteurs. En 2023, l'école a un personnel académique de 740 individus, et forme plus de 2 000 étudiants.
L'école s’est vu attribuer un 5*A à l'exercice d'évaluation des recherches du HEFC du gouvernement britannique, la note la plus élevée parmi tous les départements de science informatique du pays. Elle est généralement considérée comme un chef de file mondial en science informatique, rivalisant avec les instituts les plus prestigieux des États-Unis.
L'incendie du Cowgate en décembre 2002 a détruit un de ses bâtiments, et la renommée bibliothèque AI. Un espace a été rapidement rendu disponible dans la tour d'Appleton de l'université à titre de remplacement. En juin 2008, la majorité de l'école s'est installée dans l'Informatics Forum, construit à cet effet.

## Recherche
La faculté est composée de six instituts spécialisés :
- AIAI : Artificial Intelligence and its Applications Institute (en) ;
- ANC : Institute for Adaptive & Neural Computation ;
- ICSA : Institute for Computing Systems Architecture ;
- ILCC : Institute for Language, Cognition & Computation ;
- IPAB : Institute of Perception, Action & Behaviour ;
- LFCS : Laboratory for Foundations of Computer Science (en).